# Гай Фульвій Флакк
Гай Фульвій Флакк (лат. Gaius Fulvius Flaccus; ? — після 135 до н. е.) — політичний, державний та військовий діяч Римської республіки, консул 135 року до н. е.

## Життєпис
Походив з роду Фульвіїв. Син Квінта Фульвія Флакка, консула-суфекта 180 року до н. е. Про молоді роки немає відомостей.
У 134 році до н. е. його обрано консулом разом з Публієм Корнелієм Еміліаном. Він рушив проти повсталих рабів на Сицилії, але не досяг якогось суттєвого успіху. Про подальшу долю немає відомостей.